# Zbliževanje (Pollock)
Zbliževanje je slika olje na platnu Jacksona Pollocka iz leta 1952. Hranijo jo v umetniškem muzeju Buffalo AKG v Buffalu.

## Kompozicija
Kompozicija je nastala na platnu, dimenzij 237 krat 390 centimetrov. Je oljna slika v široki paleti barv, linij in oblik, izdelana po metodi kapljanja in polivanja barve na platno.

## Analiza in sprejem
Te črte, lise, krogi, razpršeni po platnu, nenamerno izražajo umetnikova čustva. Slika je nastala v času hladne vojne s Sovjetsko zvezo in velja, da slika predstavlja idejo svobode govora.
Drugi strokovnjaki, vključno z Yve-Alainom Boisom, so trdili, da ta vrsta individualistične interpretacije ne pojasnjuje, kako je Pollock dovolil silam gravitacije in fluidnosti, da so usmerjale združevanje in mešanje barve. 

## V popularni kulturi
Založba Springbok Editions je leta 1964 po Pollockovi sliki naredila sestavljanko Convergence. Sestavljanka je sestavljena iz 340 kosov in velja za najtežjo sestavljanko na svetu. Sestavljanka je postala priljubljena leta 1965, ko jo je pridobilo na sto tisoče Američanov.